# Grote Australische geelstreep
De grote Australische geelstreep (Caenoplana bicolor) is een platworm (Platyhelminthes). De worm is tweeslachtig. De grote Australische geelstreep is te herkennen aan het lange (5 tot 12 cm), donker gekleurde lichaam, zonder duidelijk gevormde kop. Over de gehele lengte van het lichaam loopt een brede gele streep waarin twee dunne zwarte lijntjes lopen. De onderzijde van het lichaam heeft een licht gekleurde streep. De kop is spits. 
De soort leeft op het land, en verschuilt zich overdag onder plantenpotten, rottend hout en plastic (van zakken tuinaarde bijvoorbeeld).Afkomstig uit Australië en gevonden in tuinen, boomgaarden en kwekerijen in Spanje, Frankrijk en het Verenigd Koninkrijk (Bretagne). Ook uit Nederland is deze soort bekend: vanaf 2014 is hij op verschillende plaatsen aangetroffen, in sommige gevallen een aantal jaar achter elkaar. Het is een exoot, maar kan zich kennelijk in het Nederlandse klimaat handhaven.
Het geslacht Caenoplana, waarin de platworm wordt geplaatst, wordt tot de familie Geoplanidae gerekend. De wetenschappelijke naam van de soort werd, als Geoplana variegata, voor het eerst geldig gepubliceerd in 1888 door Fletcher & Hamilton. Tot 2020 stond de soort bekend als Caenoplana bicolor. 